# Satava
Satava es una gran isla en el mar del Archipiélago, frente a las costas de la ciudad de Turku, en el país europeo de Finlandia. La isla se encuentra entre las islas de Hirvensalo y Kakskerta, y como muchas islas finlandesas, tiene una gran cantidad de residencias de verano. Satava es también un distrito de Turku, que abarca la isla propiamente dicha y algunas otras islas de los alrededores, más pequeñas, como Kulho y Järvistensaari.
Según datos de 2005 la población del distrito es de 781 habitantes, y está aumentando a una tasa anual del 2,22%.